# Girolamo Induno

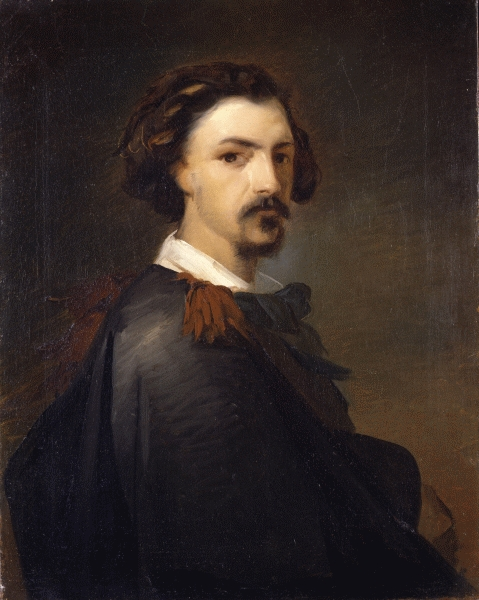
Girolamo Induno: Selbstbildnis

Girolamo Induno, gelegentlich Gerolamo Induno (* 13. Dezember 1827 in Mailand; † 18. Dezember 1890 ebenda), war ein italienischer Maler des Risorgimento. Sein Bruder Domenico Induno war ebenfalls Maler.

## Leben
Induno studierte in seiner Heimatstadt an der Accademia di Belle Arti di Brera. Während des Risorgimento wurde er 1848 anlässlich der Verteidigung Roms – Römische Republik (1849) – schwer verwundet und konnte erst 1855 wieder malend tätig werden. Auf diesen ersten Bildern nach dem Krieg thematisierte er mehrere Geschehnisse aus diesem.
Daneben ist Induno aber mehr für seine heiteren Szenen aus der Rokokozeit und historische Genrebilder bekannt. Sein Œuvre zeugt von großer Wärme der Empfindung, Gewandtheit der Darstellung und anmutigem Vortrag.

## Werke (Auswahl)

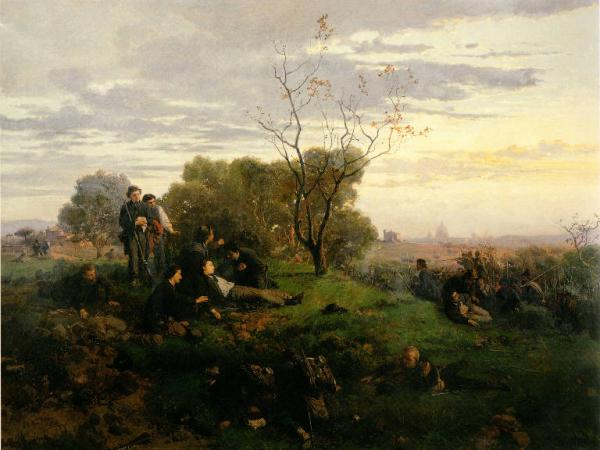
Der Tod des Enrico Cairoli, 1868

- Der Abschied des Konskribierten von seiner Geliebten
- Der galante Hausfreund
- Biwak der Garibaldiner bei Capua
- Leonore von Este unterliegt dem Gram um Tasso
- Der erste Schnee
- Militärambulanz in der Casa Borromeo in Mailand
- Freudige Erwartung
- Brief aus dem Lager
- Die Schlacht bei Magenta
- Einzug des Königs von Italien in Venedig
- Abgang der italienischen Truppen zur Armee
- Antiquitätenliebhaber
- Die Savoyardin
- Via Appia bei Rom
- La partenze dei conscritti nel 1866 (Die Abreise der Eingezogenen im Jahre 1866), eine Auftragsarbeit für König Viktor Emanuel II.